# Natalie Dell
Natalie Dell (* 20. Februar 1985 in Silver Spring, Maryland) ist eine ehemalige US-amerikanische Ruderin.  
Dell begann 2004 an der Pennsylvania State University mit dem Rudersport, nach ihrer Graduierung wechselte sie an die Boston University und zum Riverside Boat Club. Bei den Weltmeisterschaften 2010 ruderte sie mit dem amerikanischen Doppelvierer mit Margot Shumway, Sarah Trowbridge und Megan Kalmoe auf den fünften Platz. 2011 gewann der Doppelvierer mit Stesha Carle, Natalie Dell, Adrienne Martelli und Megan Kalmoe hinter dem deutschen Boot die Silbermedaille bei den Weltmeisterschaften in Bled. 2012 erkämpfte der US-Doppelvierer mit Dell, Kara Kohler, Kalmoe und Martelli die Bronzemedaille bei den Olympischen Spielen in Eton hinter den Booten aus der Ukraine und aus Deutschland. 